# Sotra
Sotra – wyspa w Hordaland w Norwegii. Północna część wyspy należy do gminy Fjell, natomiast południowa do gminy Sund. Sotra ma 246 km ², zamieszkuje ją 30,5 tys. mieszkańców (2014). Najwyższą górą na wyspie jest Liatårnet, inną także leżącą na wyspie jest Gardafjellet.